# Biblioteka Teologiczna – Oddział Specjalistyczny Biblioteki Uniwersytetu Śląskiego w Katowicach
Biblioteka Teologiczna – Oddział Specjalistyczny Biblioteki Uniwersytetu Śląskiego w Katowicach – wcześniej Biblioteka Wyższego Śląskiego Seminarium Duchownego w Katowicach (Biblioteka WŚSD). Biblioteka utworzona w 1927 roku. W strukturze Wydziału Teologicznego UŚ funkcjonuje od 2001 roku. Jest częścią systemu biblioteczno-informacyjnego Uniwersytetu Śląskiego, który tworzą Biblioteka Uniwersytetu Śląskiego (BUŚ) i biblioteki specjalistyczne.

## Lokalizacja
Biblioteka Teologiczna zlokalizowana jest w budynku Wyższego Śląskiego Seminarium Duchownego, w bezpośrednim sąsiedztwie Wydziału Teologicznego i Katedry Chrystusa Króla przy ul. Wita Stwosza 17. 

## Historia
Biblioteka Teologiczna utworzona przy Wydziale Teologicznym  została powołana Zarządzeniem Rektora Uniwersytetu Śląskiego 27 września 2001 roku. Powstała na bazie księgozbioru Wyższego Śląskiego Seminarium Duchownego, którego początki sięgają roku 1927, kiedy to w Krakowie wybudowano gmach Seminarium Duchownego Diecezji Śląskiej. W 1980 roku zgodnie z decyzją ks. bpa Herberta Bednorza Wyższe Śląskie Seminarium Duchowne wraz z biblioteką przeniesiono z Krakowa do Katowic do gmachu przy ulicy Wita Stwosza 17/17A. Równocześnie do biblioteki seminaryjnej włączono  zamknięty księgozbiór Biblioteki Diecezjalnej znajdujący się w gmachu kurii. Z chwilą powołania na UŚ Wydziału Teologicznego, Biblioteka WŚSD przekształcona została w Bibliotekę Teologiczną podległą dziekanowi tegoż wydziału. Umowa użyczenia między Uniwersytetem Śląskim a Kurią Metropolitalną zawiera informacje o przekształceniu Biblioteki WŚSD w Bibliotekę Teologiczną z zachowaniem prawa własności archidiecezji katowickiej do całego księgozbioru. Od 2019 roku Biblioteka Teologiczna wraz z innymi bibliotekami specjalistycznymi podlega bezpośrednio dyrektorowi CINiBA.

## Struktura organizacyjna
- Dział Gromadzenia, Opracowania i Udostępniania;
- Czytelnia Ogólna;
- Czytelnia Czasopism;
- Wypożyczalnia;
- Pracownia Teologii Systematycznej;
- Pracownia Patrystyczna.

## Kierownicy
- 2001-2019 dr Bogumiła Warząchowska;
- 2019- mgr Agata Muc.

## Księgozbiór
Biblioteka Teologiczna jako jedna z największych bibliotek specjalistycznych w systemie biblioteczno-informacyjnym UŚ zapewnia dostęp do materiałów i literatury pracownikom naukowym i studentom Uniwersytetu Śląskiego. Służy również księżom i siostrom zakonnym archidiecezji katowickiej. Biblioteka gromadzi, przechowuje i udostępnia literaturę z zakresu nauk teologicznych i pokrewnych typu: nauki społeczne (socjologia, prawo, nauki o rodzinie), nauki humanistyczne (literatura, filozofia, historia, lingwistyka), nauki artystyczne (muzyka, sztuka), kierunki psychologiczno-pedagogiczne, a także silesiaca. Profil gromadzonych zbiorów wyznaczają kierunki studiów i prac prowadzonych na Wydziale. Gromadzenie zbiorów w Bibliotece odbywa się drogą kupna, darów i wymiany. Księgozbiór uzupełniany jest poprzez bieżące zakupy księgarskie i antykwaryczne. Większa część kolekcji pochodzi z darów. Wśród większych darów przekazanych do biblioteki znalazły się m.in. księgozbiory: ks. dra Martina Gritza (publikacje z zakresu politologii, silesiaca, dokumenty postanowień kościoła w Niemczech), ks. prof. dra Paula Bormanna (publikacje z dziedziny patrologii, homiletyki, pedagogiki, katechetyki), ks. Bpa Stefana Cichego (liturgika), ks. prof. Wincentego Myszora (patrologia), ks. prof. Remigiusza Sobańskiego (prawo kanoniczne), ks. bpa Szczepana Wesołego (polonica), ks. prof. Józefa Krętosza (historia Kościoła), ks. Stanisława Janasika (prawo).
Obecnie księgozbiór liczy ponad 140 tysięcy książek. Biblioteka udostępnia również polskie i zagraniczne czasopisma, bazy danych. 